# Litvánia a Junior Eurovíziós Dalfesztiválokon
Litvánia négy alkalommal vett részt a Junior Eurovíziós Dalfesztiválon.
A litván műsorsugárzó a Lietuvos Radijas ir Televizija, amely 1993 óta tagja az Európai Műsorsugárzók Uniójának, és 2007-ben csatlakozott a versenyhez.

## Története

### Évről évre
Litvánia 2007-ben vett részt először a versenyen. Első részvételükön érték el eddigi legrosszabb eredményüket, a tizenharmadikak lettek. A következő évben harmadikak lettek, mely az eddigi legjobb litván helyezés. 2009-ben anyagi okokból nem vettek részt, de egy évvel később már ismét indítottak versenyzőt. Ekkor a hatodik helyet érték el, majd a következő évben ismét a legjobb 10-ben végeztek: tizedikek lettek.
A litván műsorsugárzó 2012 júniusában bejelentette, hogy nem indulnak a 2012-es versenyen. A 2023-as és 2024-es versenyek sugárzása után 2025-ben az LRT szeretne újra litván indulót indítani.
A balti ország annak a két volt szovjet EBU-tagországnak az egyike, melyek a Junior Eurovízión kívül már részt vettek a hagyományos versenyen is, de még egyiken sem sikerült győzniük (a másik ilyen ország Moldova).

### Nyelvhasználat
Litvánia eddigi négy versenydala teljes egészében litván nyelvű volt.

## Résztvevők
| Év   | Előadó           | Dal                  | Magyar fordítás   | Helyezés | Pontszám |
| ---- | ---------------- | -------------------- | ----------------- | -------- | -------- |
| 2007 | Lina Joy         | Kai miestas snaudžia | Ha alszik a város | 13.      | 33       |
| 2008 | Eglė Jurgaitytė  | Laiminga diena       | Boldog nap        | 3.       | 103      |
|      |                  |                      |                   |          |          |
| 2010 | Bartas           | Oki Doki             | —                 | 6.       | 67       |
| 2011 | Paulina Skrabytė | Debesys (The Clouds) | Felhők            | 10.      | 53       |
|      |                  |                      |                   |          |          |

## Szavazástörténet

### 2007–2011
| Hely | Ország           | Pont |
| ---- | ---------------- | ---- |
| 1.   | Grúzia           | 46   |
| 2.   | Oroszország      | 32   |
| 3.   | Fehéroroszország | 27   |
| 4.   | Ukrajna          | 18   |
| 5.   | Svédország       | 16   |
| 6.   | Észak-Macedónia  | 15   |
| 7.   | Lettország       | 15   |
| 8.   | Hollandia        | 13   |
| 9.   | Belgium          | 12   |
| 8.   | Szerbia          | 12   |

| Hely | Ország           | Pont |
| ---- | ---------------- | ---- |
| 1.   | Grúzia           | 40   |
| 2.   | Észak-Macedónia  | 24   |
| 3.   | Szerbia          | 19   |
| 4.   | Fehéroroszország | 17   |
| 5.   | Oroszország      | 15   |
| 6.   | Belgium          | 14   |
| 7.   | Hollandia        | 12   |
| 8.   | Lettország       | 12   |
| 9.   | Ukrajna          | 12   |
| 10.  | Málta            | 10   |

Litvánia sosem adott pontot a döntőben a következő országnak: Görögország és Portugália
Litvánia sosem kapott pontot a döntőben a következő országtól: Portugália

## Háttér
| Év        | Rendező   | Kommentátor                                      | Pontbejelentő                                    |
| --------- | --------- | ------------------------------------------------ | ------------------------------------------------ |
| 2007      | Rotterdam | Darius Užkuraitis                                | Indrė Grikšelytė                                 |
| 2008      | Limassol  | Darius Užkuraitis                                | Lina Joy                                         |
| 2009      | Kijev     | Nem vettek részt és nem közvetítették a versenyt | Nem vettek részt és nem közvetítették a versenyt |
| 2010      | Minszk    | Darius Užkuraitis                                | Bernardas Garbačiauskas                          |
| 2011      | Jereván   | Darius Užkuraitis                                | Dominykas Žvirblis                               |
| 2012–2022 | 2012–2022 | Nem vettek részt és nem közvetítették a versenyt | Nem vettek részt és nem közvetítették a versenyt |
| 2023      | Nizza     | Ramūnas Zilnys                                   | Nem vettek részt                                 |
| 2024      | Madrid    | Ramūnas Zilnys                                   | Nem vettek részt                                 |

## Lásd még
- Litvánia az Eurovíziós Dalfesztiválokon